# Paul Keating
Paul John Keating (Sydney, 18 januari 1944) was de 24e minister-president van Australië. Hij was premier van 1991 tot 1996. In het kabinet van Bob Hawke was Keating vanaf 1983 minister van Financiën. In 1996 verloor hij met de Australian Labor Party de verkiezingen van de liberale coalitie van John Howard.

## Levensloop
Keating groeide op in een buitenwijk van Sydney. Hij kwam net als zijn vader te werken bij de vakbond en werd reeds op jonge leeftijd actief bij de Australian Labor Party. Daar maakte hij snel carrière. In 1966 werd hij gekozen als voorzitter van Labors jongerenorganisatie. In die hoedanigheid maakte hij al op jonge leeftijd kennis met veel partijprominenten en sloot vriendschap met verschillende van hen. Door gebruik te maken van deze slaagde hij erin op zijn 25e gekozen te worden in het Australische parlement. 
In zijn eerste termijn in het parlement was hij vooral backbencher, ook al was hij in oktober 1975 nog korte tijd minister van het Noordelijk Territorium in de Whitlam-regering, voordat de gouverneur-generaal in november 1975 de omstreden beslissing nam de regering te ontbinden. Na de verkiezingsnederlaag van Labor belandde de partij in de oppositie en Keating groeide uit tot een van de prominentere parlementsleden van de partij. In 1981 werd hij benoemd tot president van de deelstaat New South Wales. In diezelfde tijd was er strijd gaande om het partijleiderschap tussen Bill Hayden en Bob Hawke. Keating schaarde zich aanvankelijk achter Hayden, maar koos voor Hawke toen diens kaarten steeds beter werden. Hayden overleefde in juni 1982 nog een interne verkiezingen voor het partijleiderschap waarbij hij Hawke nipt versloeg, maar zijn positie was zo verzwakt door de interne partijstrijd dat hij in februari 1983 na een slecht resultaat bij tussentijdse verkiezingen toch terugtrad. Hawke leidde de Labor-partij vervolgens na een grote verkiezingsoverwinning bij de landelijke verkiezingen zes weken later.
De nieuwe premier beloonde Keating voor zijn steun door hem in de nieuw gevormde regering te benoemen tot minister van Financiën. Mede door een economische recessie had de vorige Liberal-National-regering een vrij groot begrotingstekort achtergelaten. Keating gebruikte dit tekort als stok om de oppositiepartijen verantwoordelijk voor het tekort ervan langs te geven. Als minister van Financiën was hij de initiatiefnemer achter verschillende economische hervormingen, zoals het loslaten van de vaste koers van de Australische dollar, lagere importtarieven en de privatisering van Qantas en de Commonwealth Bank.
Veel kritiek kreeg de minister van Financiën vanwege de hoge inflatie. Deze steeg rond de tweede helft van de jarig tachtig naar achttien procent. Daardoor kwam Australië in het begin van de jaren negentig in een recessie terecht. De opmerking dat dit een recessie was die Australië "had to have" leverde hem veel hoon op, omdat hij eerder nog had beweerd dat Australië niet in recessie terecht zou komen. Later zou Keating vaak de Howard-regering bekritiseren omdat zij wel alle lof oogsten voor de goede economische situatie, zonder hem krediet te geven voor alle maatregelen die hij had genomen om de economie weer te laten groeien.
Hawke won in 1987 voor een derde keer op een rij de verkiezingen, maar een jaar later kreeg zijn regering te maken met lage opiniepeilingen. Keating begon binnenskamers druk uit te oefenen op Hawke dat hij moest terugtreden. Hawke ging toch in als partijleider de parlementsverkiezingen van 1990 in. Hij won deze verkiezingen en benoemde Keating als zijn vicepremier. Keating had verwacht dat de premier zich op een gegeven moment zou terugtrekken zodat hij hem kon opvolgen. Hawke leek daar geen zin in te hebben en daarom daagde Hawke hem uit voor het partijleiderschap. Deze interne partijverkiezingen verloor hij en daarmee leek hij langdurig zijn politieke ambities in de koelkast te moeten zetten. Hij overwoog zelfs zich terug te trekken. De economische crisis die ook in 1991 voortduurde bood hem echter nieuwe kansen. De onvrede over de regering van Hawke groeide verder en Keating  daagde hem opnieuw uit. Deze verkiezingen won hij met een klein verschil en trad op 20 december 1991 aan als de nieuwe minister-president van Australië.
Als premier baarde Keating opzien met de bekende Redfern-speech. Daarin sprak hij over de schandalige misstanden richting de Aboriginals, de oorspronkelijke bevolking van Australië, en de noodzaak tot verzoening. Ondanks de negatieve verwachtingen slaagde Keating erin om de parlementsverkiezingen in maart 1993 te winnen. Onder zijn leiding werd er een referendum gehouden over de vraag of Australië een republiek moest worden. Keating was daar voorstander van, maar de Australische bevolking wees dit voorstel af. Verder werd hij wel bekritiseerd door mensenrechtenactivisten vanwege zijn vriendschap met de Indonesische president Suharto.
Tijdens zijn regeerperiode profiteerde Keating van de onmin binnen de Liberale Partij. Verschillende leiders volgden elkaar op. Pas in 1995 onder leiding van John Howard begon de partij weer goed te functioneren. Hij greep het momentum door in dat jaar de tussentijdse verkiezingen in Canberra te winnen. Vanaf dat moment ging het bergafwaarts met de Labour-partij. In april 1996 werd ze verslagen bij de landelijke parlementsverkiezingen en Keating moest aftreden als premier. Howard volgde hem op. Een maand later verliet Keating het parlement en daarmee de nationale politiek.
Na zijn periode als premier werd hij actief in de zakenwereld. Hij adviseerde verschillende grote bedrijven en werkte als senior-adviseur voor de investeringsbank Lazard. Keating bekritiseerde regelmatig het beleid van zijn opvolger.
- CiNii: DA08839527
- Gemeinsame Normdatei: 119179962
- International Standard Name Identifier: 0000 0001 1445 4853
- Library of Congress Control Number: n91053416
- Bibliotheek van het Japanse parlement: 00934724
- Nationale bibliotheek van Australië: 35394662
- Nationale Bibliotheek van Israël: 987007352138705171
- SNAC: w62g52wn
- Système universitaire de documentation: 112465552
- Trove: 512183
- Virtual International Authority File: 59888695
- WorldCat: E39PBJwxHF8Bcy6F6qwPRvPhHC